# Sveti Tomaž (Sveti Tomaž)
Sveti Tomaž is een plaats in Slovenië en maakt deel uit van de gemeente Sveti Tomaž in de NUTS-3-regio Podravska. De plaats telde 244 inwoners op 1 januari 2020.

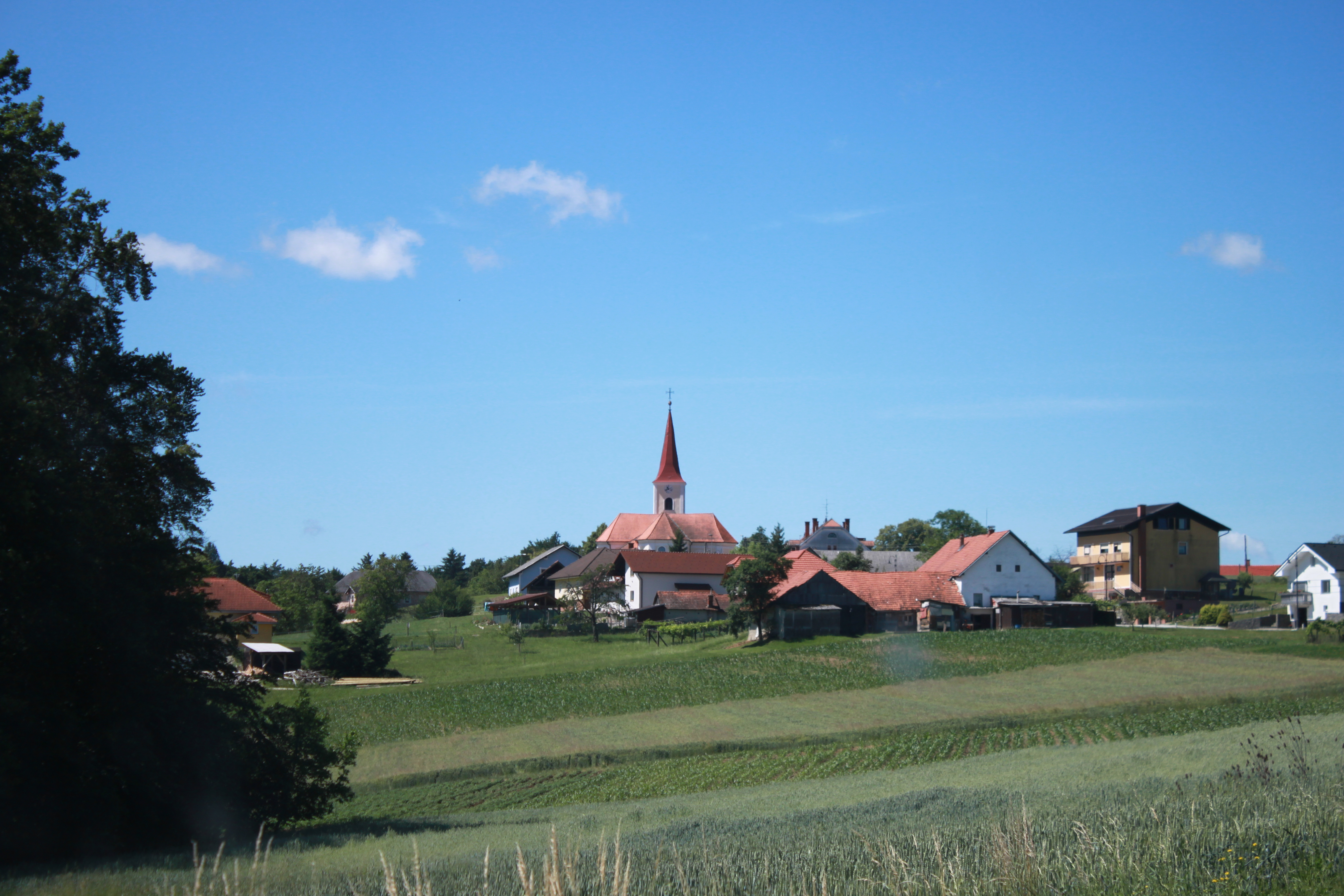
Sveti Tomaž (Slowenië), Duitse naam Sankt Thomas bei Friedau; laatbarokke kerk van 1727.